# Erebia epiphron
Erebia epiphron är en fjärilsart som beskrevs av August Wilhelm Knoch 1783. Erebia epiphron ingår i släktet Erebia och familjen praktfjärilar. IUCN kategoriserar arten globalt som livskraftig. Inga underarter finns listade i Catalogue of Life.

## Bildgalleri

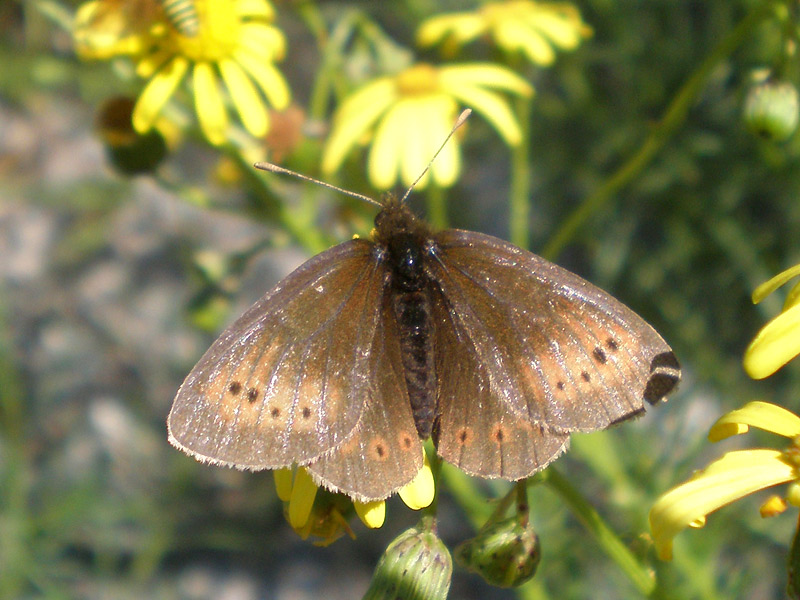
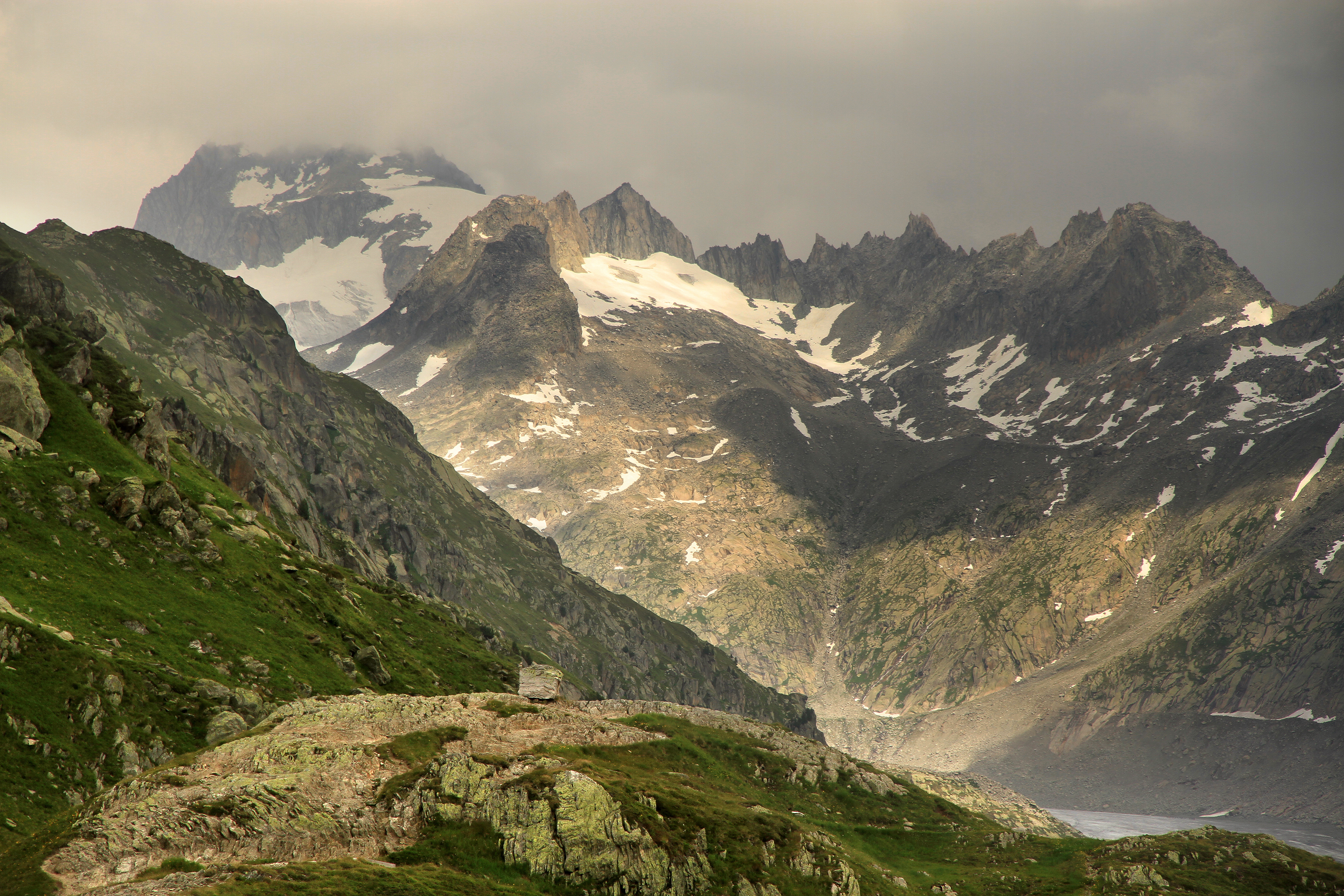
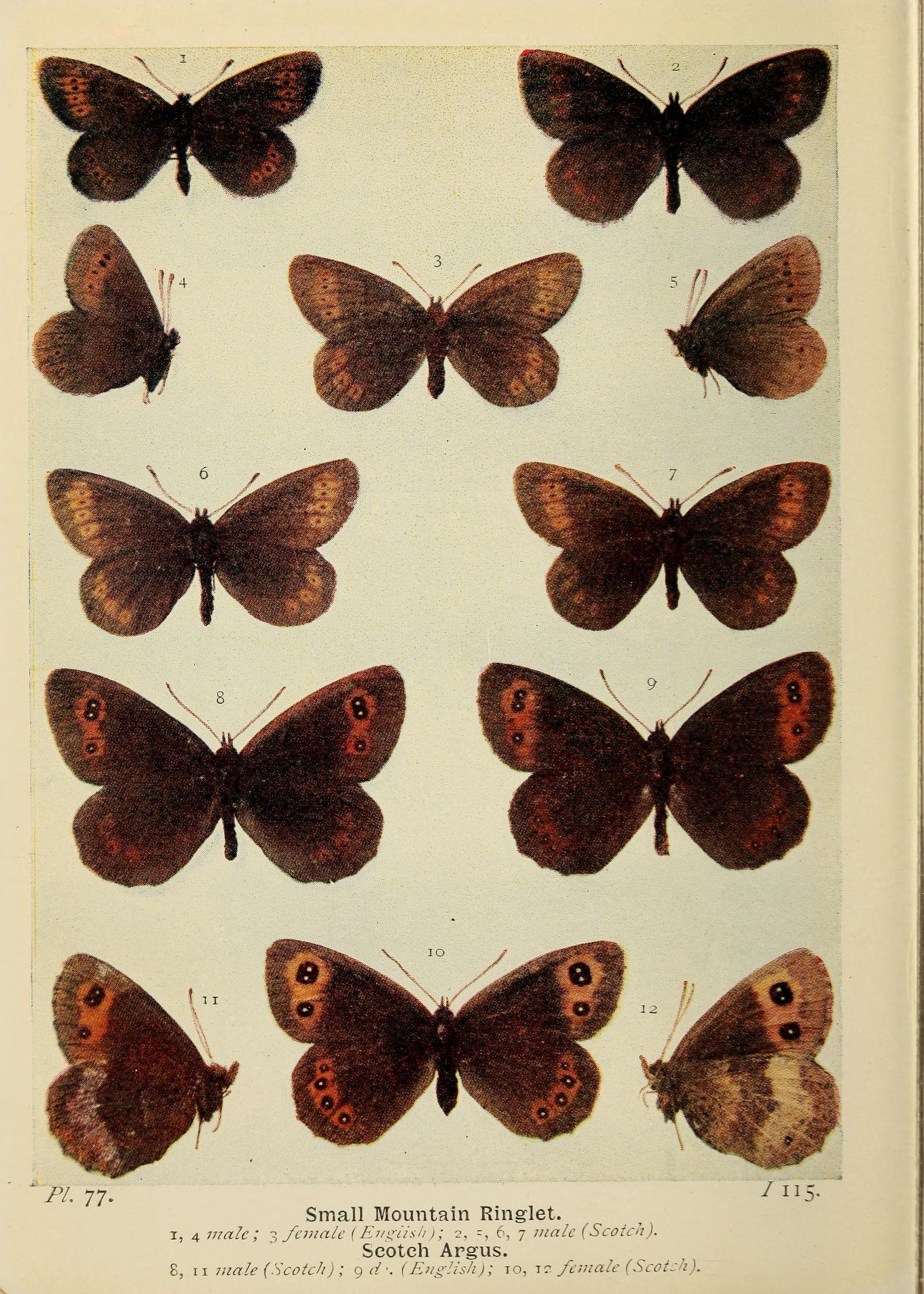
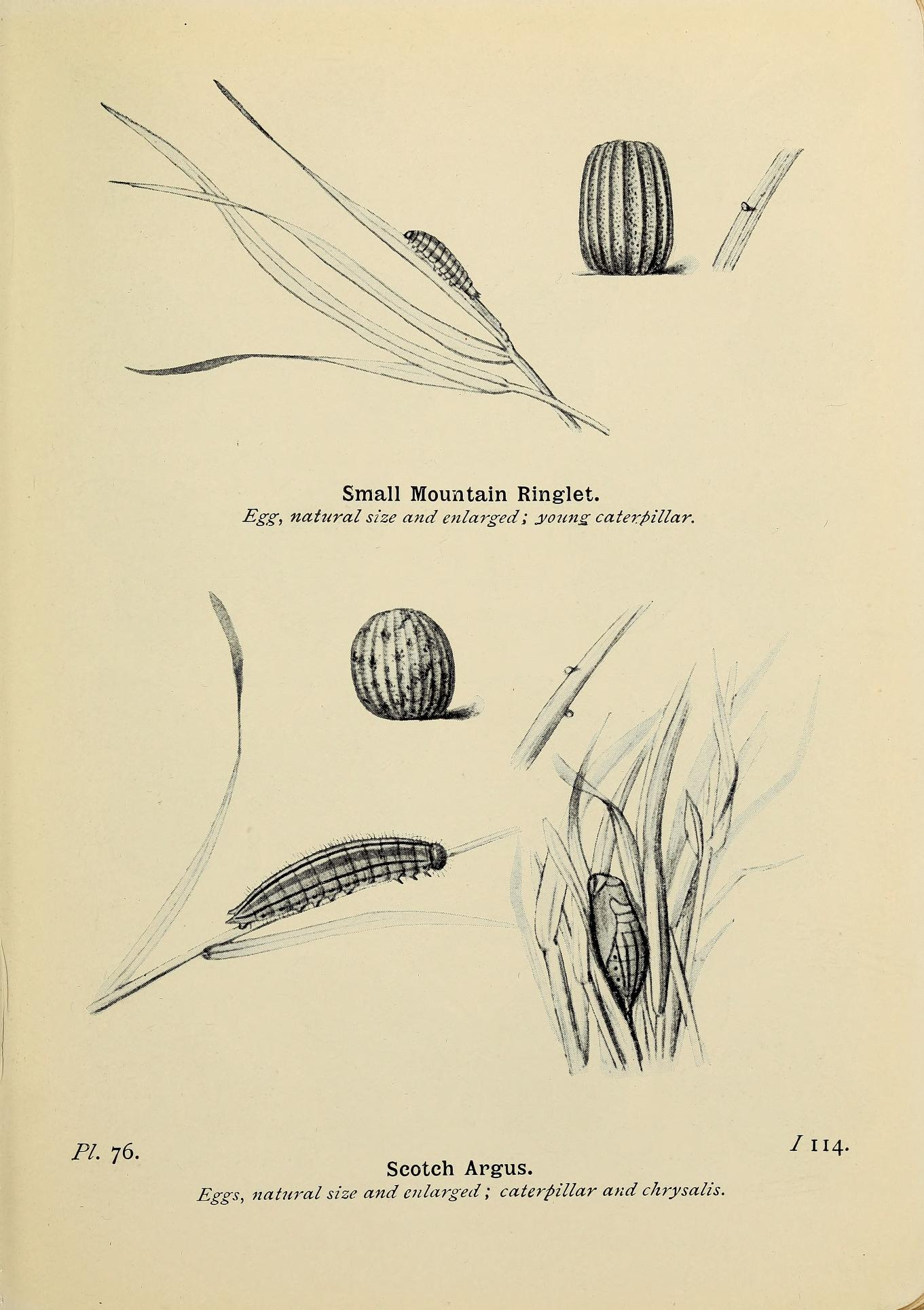
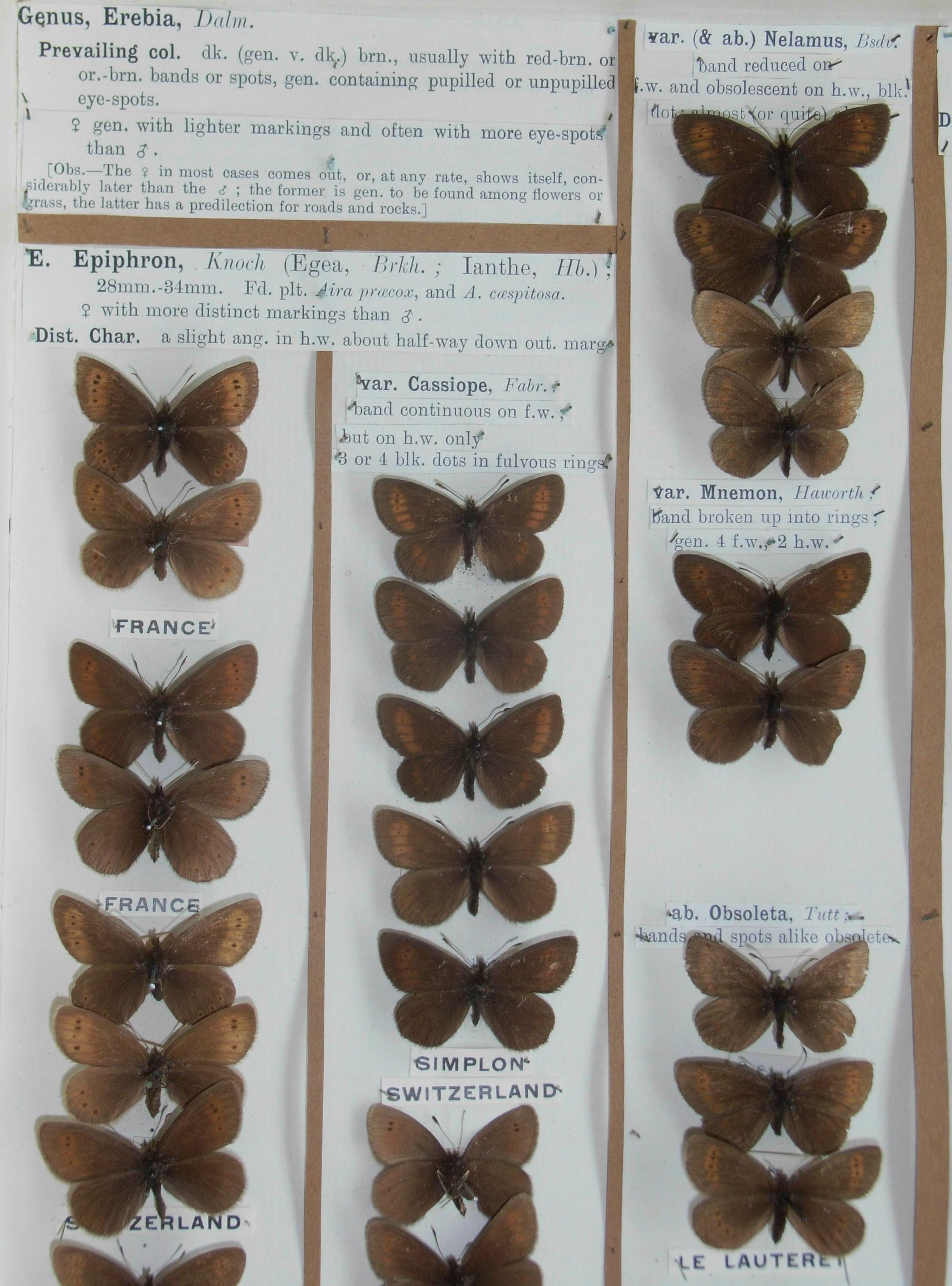